# Andrij Tschebykin

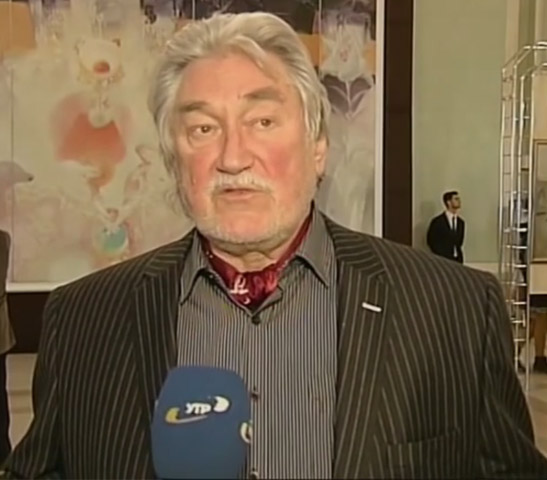
Andrij Tschebykin 2014

Andrij Wolodymyrowytsch Tschebykin (ukrainisch Андрій Володимирович Чебикін; * 14. April 1946 in Hajssyn, Ukrainische SSR) ist ein ukrainischer Graphiker und Kunstprofessor. Er ist Präsident der Nationalen Akademie der Künste der Ukraine und Rektor der Nationalen Akademie der Bildenden Künste und Architektur.

## Leben
1970 schloss Andrij Tschebykin sein Studium am Kiewer staatlichen Kunstinstitut (heute die Nationale Akademie der Künste der Ukraine) ab und begann im Anschluss dort zu lehren. Von 1980 bis 1987 war er dort Vizerektor und seit 1989 ist er deren Rektor. Außerdem war er Ende der 1980er Jahre Leiter der Kiewer Union der Künstler der Ukraine und Vorstandsmitglied der Union der Künstler der Ukraine. Seit 1997 ist er zudem Präsident der Nationalen Akademie der Künste der Ukraine. Als Künstler arbeitet er im Bereich der Staffelei, der Buchgestaltung und der Monumentalkunst. Seine Arbeiten sind unter anderem im Nationalen Kunstmuseum der Ukraine und der Tretjakow-Galerie in Moskau ausgestellt.

## Ehrungen
1962 wurde Andrij Tschebykin mit dem Titel „Volkskünstler der Ukraine“ geehrt und 2007 wurde ihm mit dem Taras-Schewtschenko-Preis der Staatspreis der Ukraine verliehen.